# Rakovec (Ljubešćica)
Rakovec is een plaats in de gemeente Ljubešćica in de Kroatische provincie Varaždin. De plaats telt 125 inwoners (2001).